# Chambre de commerce et d'industrie de Haute-Saône
 (octobre 2021).

Le logo de la CCI de la Haute-Saône

La chambre de commerce et d'industrie de la Haute-Saône est l'ancienne CCI du département de la Haute-Saône.
Son siège était à Vesoul. Elle possédait des antennes à Lure et à Gray.
Elle faisait partie de la chambre de commerce et d'industrie de région Bourgogne-Franche-Comté.
Le 1er décembre 2021, à la suite de son rapprochement avec la chambre de commerce et d'industrie du Doubs, la chambre de commerce et d'industrie de Haute-Saône disparaît pour devenir la Chambre de commerce et d'industrie Saône-Doubs,.

## Historique
La CCI est créée en 2001 par fusion de la Chambre de Commerce et d'Industrie de Gray-Vesoul et de la Chambre de Commerce et d'Industrie de Lure. La chambre de Gray avait été créée par ordonnance royale du 23 mars 1838 et celle de Lure par un décret du 10 juillet 1909.

## Dimension, organisation, moyens
Elle était chargée de représenter les intérêts des entreprises commerciales, industrielles et de service de la Haute-Saône et de leur apporter divers services.  Elle gérait également des équipements au profit de ces entreprises. C'était un établissement public placé sous la double tutelle du Ministère de l'Industrie et du Ministère des PME, du Commerce et de l'Artisanat.
Les entreprises ressortissantes de la Chambre étaient, en 2019, au nombre de 7 931, employant  35 099 salariés.
La CCI est administrée par des dirigeants d'entreprises élus, dont le nombre, par catégories professionnelles, est fixé par arrêté préfectoral.
Le budget 2019 s'élèvait à 2,8 M€. La ressource fiscale procure 52 % des produits.

## Service aux entreprises
- Centre de formalités des entreprises
- Assistance technique au commerce
- Assistance technique à l'industrie
- Assistance technique aux entreprises de service
- Point A (apprentissage)
- Assistance juridique

## Pour approfondir